# Loboglossa australica
Loboglossa australica es una especie de coleóptero de la familia Mycteridae.

## Distribución geográfica
Habita en Australia.